# كارل غيلبرت
كارل غيلبرت (بالإنجليزية: Carl Gilbert)‏ (20 مارس 1948 - ) هو لاعب كرة قدم بريطاني في مركز الهجوم. لعب مع نادي غيلينغهام.

## وصلات خارجية
- كارل غيلبرت على موقع قاعدة بيانات كرة القدم.إي يو (الإنجليزية)